# Lombardei-Rundfahrt 1994
Die Lombardei-Rundfahrt 1994 war die 88. Austragung der Lombardei-Rundfahrt  und fand am 8. Oktober 1994 statt. Die Gesamtdistanz des Rennens betrug 244 Kilometer. Es siegte Wladislaw Bobrik vor Claudio Chiappucci und Pascal Richard.

## Teilnehmende Mannschaften
| Gewiss-Ballan Carrera Jeans-Vagabond GB-MG Boys Maglificio-Technogym Jolly Componibili-Cage | Lampre-Panaria Telekom-Merckx Mapei-CLAS TVM-Bison Kit | Mercatone Uno-Medeghini ONCE Polti-Vaporetto Navigare-Blue Storm | Wordperfect ZG Mobili Motorola Novemail-Histor-Laser Computer | Castorama Lotto–Belgacom Brescialat-Refin Kelme-Avianca-Gios |

## Ergebnis
| Rang | Fahrer             | Team                                    | Zeit       |
| ---- | ------------------ | --------------------------------------- | ---------- |
| 1    | Wladislaw Bobrik   | Gewiss-Ballan                           | 6h 03' 21" |
| 2    | Claudio Chiappucci | Carrera Jeans-Tassoni                   | + 2"       |
| 3    | Pascal Richard     | GB-MG Boys Maglificio-Technogym-Bianchi | + 3"       |
| 4    | Dmitri Konyschew   | Jolly Componibili-Club 88               | + 25"      |
| 5    | Maurizio Fondriest | Lampre-Polti                            | gl. Zeit   |
| 6    | Davide Cassani     | GB-MG Boys Maglificio-Technogym-Bianchi | gl. Zeit   |
| 7    | Bjarne Riis        | Gewiss-Ballan                           | + 30"      |
| 8    | Udo Bölts          | Team Telekom                            | gl. Zeit   |
| 9    | Mauro Gianetti     | Mapei-CLAS                              | gl. Zeit   |
| 10   | Maarten den Bakker | TVM-Bison Kit                           | + 36"      |